# Maarten de Bast
Maarten Jozef de Bast (ook Martinus Joannes de Bast; Gent, 26 oktober 1753 – aldaar, 11 april 1825) was een Zuid-Nederlands geestelijke. Hij was een van de auteurs van het Manifest van de provintie van Vlaenderen (1790).

## Biografie
De Bast was de zoon van de rijke kruidenier Jan Baptist de Bast en Jeanne-Colette Verschelden. Hij was pastoor van de Sint-Jacobskerk (1787) en vervolgens van de Sint-Niklaaskerk (1787-1817) en nadien kanunnik van de Sint-Baafskathedraal te Gent.
Hij was samen met Karel Jozef de Graeve en Jan Jozef Raepsaet mede-auteur van het Manifest van de provintie van Vlaenderen, de onafhankelijkheidsverklaring van het graafschap Vlaanderen van 4 januari 1790. Meer bepaald was De Bast verantwoordelijk voor de Nederlandse versie van de tekst, die in het Frans en het Nederlands werd opgesteld. Zijn broer Joseph Franciscus De Bast was griffier van de Staten van Vlaanderen, die in die hoedanigheid het manifest verkondigde op 4 januari 1790 op de Vrijdagmarkt te Gent.
Onder Napoleon was hij een verdediger van het concordaat tussen keizer en paus.
Einde 1815 werd hij lid van een zeskoppige commissie aangesteld door koning Willem I om de organisatie van het universitair onderwijs in de Zuidelijke Nederlanden voor te bereiden. Het is onder meer dankzij de inspanningen van De Bast dat er in Gent een nieuwe universiteit werd gesticht door Willem I, de Rijksuniversiteit Gent.
Hij was actief als oudheidkundige en numismaat. Zijn Recueil d'antiquités romaines et gauloises, trouvées dans la Flandre proprement dite (1804, nieuwe uitgave in 1808) vormt nog altijd de basis voor de kennis van de archeologische ontdekkingen in die periode. Het Munt- en Penningkabinet van de Universiteit Gent vindt zijn oorsprong in zijn privécollectie, aangevuld door zijn neef en graveur Lieven de Bast. Deze munten- en penningenverzameling werd in 1825 aangekocht door Willem I in 1827 en gedeeltelijk geschonken aan de Gentse Universiteit.
Hij was lid van het Koninklijk Instituut der Nederlanden en van de Academie van Letteren en Wetenschappen te Brussel en een reeks andere wetenschappelijke gezelschappen.

## Werken
- Entretien de la créature avec son Créateur sur l'état actuel des affaires du tems, s.l., 1790.
- Recueil d'antiquités romaines et gauloises, trouvées dans la Flandre proprement dite, avec désignation des lieux ou on les a découvertes, Gent, 1804 (nieuwe uitgave: Gent, 1808).
- Premier supplément au recueil d'antiquités romaines et gauloises, [...] en réponse à l'ouvrage intitulé, La topographie de l'ancienne ville de Gand, par Mr. Charles-Louis Diericx, Gent, 1809.
- Second supplément au recueil d'antiquités romaines et gauloises, contenant la description de l'ancienne ville de Bavai et de Famars, suivi de remarques historiques et critiques sur les prétendus Forestiers de Flandre, sur les Missi Dominici, sur quelques nouvelles découvertes d'anciens monuments de la période romaine faites dans la Flandre proprement dite et sur plusieurs points intéressants du moyen âge, Gent, 1813.
- L'institution des communes dans la Belgique pendant les douzième et treizième siècles, suivie d'un traité sur l'existence chimérique de nos Forestiers de Flandre, Gent, 1819.
- L’ancienneté de la ville de Gand établie par des chartes et par d’autres monumens authentiques, Gent, 1821